# Eliminatorias de la Football League Championship
Las eliminatorias de la Football League Championship (conocida por razones de patrocinio como Sky Bet Championship y referida popularmente como Championship) son una serie de partidos eliminatorios en los que participan los equipos de la Football League Championship que terminaron de tercer a sexto lugar en la tabla de posiciones. Las semifinales constan en dos partidos, tercer lugar vs sexto lugar y cuarto lugar vs quinto lugar, cada partido se juega de ida y de vuelta. La final se juega en el Estadio de Wembley, aunque del 2001 al 2006, fue jugada en el Millenium Stadium en Cardiff mientras que el Estadio de Wembley estaba siendo reconstruido.
Las primeras eliminatorias de este nivel fueron competidas en 1987, cuando se llamaba la Segunda División de la Football League. Del 1993 al 2004, después de la creación de la Premier League como una separación de la Football League, se convirtió en las eliminatorias de la División Uno, y desde el 2005 cambió el nombre a las eliminatorias de la Championship derivando en la renovación de las tres divisiones restantes de la Football League.
No hay ningún evento deportivo en el mundo más valioso para los ganadores, quienes terminan con aproximadamente 60 millones de libras esterlinas más que los perdedores, principalmente por los ingresos comerciales generados por la televisión por ser promovido a la Premier League. De cualquier manera, por convención, los dos finalistas acuerdan que el perdedor se quedará con todos los ingresos de las entradas al partido, para compensar ligeramente la diferencia en el premio económico con respecto al ganador.
La final más reciente fue entre el Middlesbrough y el Norwich City el 25 de mayo de 2015, con el resultado final a favor de Norwich City 2-0. Los goles de la primera mitad, por parte de Cameron Jerome y Nathan Redmond, fueron suficientes para que los "Canarios" aseguraran la victoria.
El Ipswich Town tiene el récord de más participaciones en las eliminatorias de la Championship, con ocho participaciones: 1987, 1997-2000, 2004, 2005 y 2015, llegando a la final solamente en el 2000 (cuando lograron el ascenso). El Leicester City ha llegado a la final cuatro veces (en un lapso de cinco temporadas), perdiendo en dos (1992 y 1993) y ganando dos en 1994 y 1996. El Crystal Palace también ha logrado llegar a cinco finales, perdiendo en 1996 y ganando en 1989, 1997, 2004 y 2013.
El equipo mejor clasificado en la liga (tercer lugar) ha logrado el ascenso en nueve veces de 25 temporadas hasta el 2011, con cuatro ascensos por parte del cuarto lugar, seis para el quinto lugar y cinco para el sexto lugar. 
Los ganadores se han colocado por encima del campeón y subcampeón de la Championship en la posterior temporada de la Premier League en siete ocasiones: Blackburn Rovers en 1992-93, Leicester City en 1996-97, Ipswich Town en 2000-01, West Ham United en 2005-06 y 2012-13, Swansea City en 2011-12, y Crystal Palace en 2013-14.

## Formato

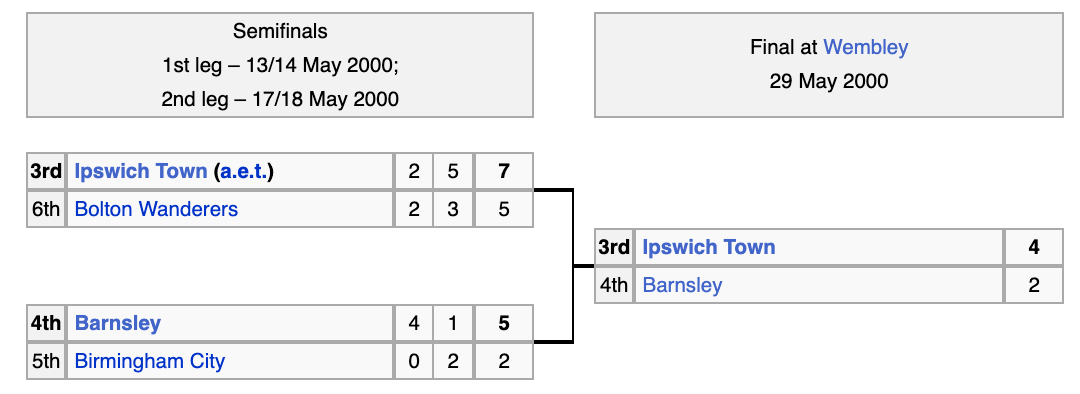
Eliminatorias de la Championship del 2000

Al final de cada temporada, los primeros dos lugares en la Football League Championship ganan el ascenso directo a la Premier League. Los siguientes cuatro equipos (tercer, cuarto, quinto y sexto lugar en la liga) entran a la competencia eliminatoria.
Las semifinales son jugadas en dos partidos (ida y vuelta). El partido de ida, los equipos que terminaron en tercer y cuarto lugar en la liga, juegan de visitante - el tercer lugar contra el sexto lugar, y el cuarto contra el quinto lugar. El partido de vuelta es un partido entre los mismos equipos que se enfrentaron, pero ahora los equipos que jugaron de visitante, jugarán de locales. El ganador de cada semifinal (basado en el marcador global de los partidos de ida y vuelta) juegan la final de las eliminatorias.
En el partido de vuelta, si el marcador global termina en empate al término de los 90 minutos de juego, se juega tiempo extra. Si el marcador termina en empate al término del tiempo extra, el desempate es determinado mediante una ronda de tiros penales. 
La final de la eliminatoria se juega normalmente en el Estadio de Wembley. En la final, si el marcador global termina en empate al término de los 90 minutos de juego, se juega tiempo extra. Si el marcador termina en empate al término del tiempo extra, el desempate es determinado mediante una ronda de tiros penales. Y el ganador asciende directamente a la Premier League.

## Historia
| Cambios de nombre | Cambios de nombre                                          |
| ----------------- | ---------------------------------------------------------- |
| 1987–1992         | Eliminatorias de la Segunda División de la Football League |
| 1993–2004         | Eliminatorias de la Primera División de la Football League |
| 2005 –            | Eliminatorias de la Football League Championship           |

Además de los cambios de marca que afectaron al fútbol inglés de 1992 al 2004, también cambió el formato de las eliminatorias de la Championship.
Cuando se introdujeron las eliminatorias para la temporada 1986-87, inicialmente presentaba un equipo de alto nivel y tres clubes de segundo nivel. Este formato continuó para la temporada 1987-88, pero posteriormente se descontinuó para incluir a sólo los cuatro equipos que terminaron detrás de los equipos ganadores del ascenso directo. Al igual que antes, la semifinal y la final eran ida y vuelta, y alojadas por los campos locales de los dos equipos involucrados, excepto en 1987, cuando el Charlton Athletic contra Leeds United no pudo ser deifinido después de dos partidos con el marcado empatado y se acordó un tercer partido en St. Andrews, Birmingham. El Charlton Athletic ganó el partido para retener su lugar en la Primera División, mientras que el Leeds United permaneció en la Segunda División. Sin embargo, un año más tarde, el Middlesbrough ganó la eliminatoria para ascender a la Primera División y su contrincante, el Chelsea, relegado a la Segunda División. 
El primer ganador de las eliminatorias a este nivel fue el Crystal Palace, que venció al Blackburn Rovers en dos partidos de ida y vuelta al final de la temporada 1988-89.
Desde 1989-90, la final ha sido un solo juego (jugado entre los ganadores de las semifinales, las cuales permanecían con dos partidos de ida y vuelta) alojada en el Estadio de Wembley o el Millennium Stadium. El primer ganador de las eliminatorias a un partido en la final fue el Swindon Town, que venció al Sunderland 1-0 en 1990, pero se les negó el ascenso por irregularidades financieras, dejando al Sunderlan como el ascendido.
El Birmingham City ha logrado llegar a las eliminatorias de la Championship cuatro veces consecutivas del 1999-2002, perdiendo los primeros tres intentos, y en 2001, llegando a la final de las eliminatorias en el Millennium Stadium, ganaron el ascenso a la Premier League después de tiempo extra y ronda de penales. Sufrieron una derrota más en el 2012. Su rival local, el Wolverhampton Wanderers fueron vencidos tres veces en las eliminatorias entre 1995 y el 2002, antes de ganar en su cuarto intento en el 2003. Sufrieron una derrota más en el 2007.
El Ipswich Town fue el primer equipo en calificar a las eliminatorias cuatro veces consecutivas, ganando el ascenso en el 2000 después de haber sido derrotado en las semifinales en las tres temporadas anteriores. También perdieron las semifinales en las inauguradas eliminatorias de la Segunda División en 1987, y obtuvieron el mismo resultado en las semifinales de la Championship en el 2004, 2005 y 2007.
El Leicester City (campeón de la División Uno en 1994 y 1996) fue el primer equipo que ganó las eliminatorias dos veces en esta división, su victoria en 1994 fue el la primera vez de siete intentos que lograron ganar un encuentro en el Estadio de Wembley, con dos finales perdidas anteriormente, así como cuatro derrotas en las finales de la FA Cup de 1949 y 1969. La victoria del Crystal Palace en las eliminatorias de la Championship en el 2013, los convirtió en el primer equipo en llegar a la máxima categoría del fútbol inglés como campeones de las eliminatorias en cuatro ocasiones. 
El West Ham United, Watford, Bolton Wanderers y el Swindown Town también ganaron las eliminatorias de la Segunda División en dos ocasiones, aunque el Swindon solo ganaron el ascenso una vez, ya que el ascenso fue retirado después de su primera victoria en las eliminatorias debido a irregularidades financieras. 
Además de permitir que los equipos en posiciones menores en la tabla de clasificación, quiénes no hubieran podido ascender bajo el formato de sólo poder ascender de manera directa, muchos equipos en tercer lugar que perdieron la oportunidad de ascender directamente han perdido el ascenso al ser derrotados en las eliminatorias. En 1995, una reorganización de la liga determinó que sólo el campeón ascendiera directamente, y el segundo lugar tendría que ir a las eliminatorias para tener una oportunidad para ascender a la Premier League. El equipo afectado, el Reading, se perdió el ascenso de una forma dramática - tenían el marcador a favor frente al Bolton Wanderers por 2-0 en la final de las eliminatorias después de más de 70 minutos, pero dos goles por parte del Bolton Wanderers forzaron el tiempo extra y terminaron perdiendo el partido por 4-3, y teniendo que esperar once años más antes de ganar el ascenso a la Premier League. El Portsmouth, que sólo había perdido una oportunidad de ascender con un gol de diferencia en 1993, fueron vencidos en las eliminatorias y tuvieron que esperar diez años antes de poder ganar el ascenso. El Millwall terminó tercer lugar un año más tarde y perdieron en las eliminatorias, y después de más de veinte años después siguen esperando por el ascenso a la Premier League. 

## Campeones anteriores
| Año  | Sede               | Campeón                 | Subcampeón           | Semifinalistas                           |
| ---- | ------------------ | ----------------------- | -------------------- | ---------------------------------------- |
| 1987 | St Andrew's        | Charlton Athletic       | Leeds United         | Oldham Athletic, Ipswich Town            |
| 1988 | Ayresome Park      | Middlesbrough           | Chelsea              | Bradford City, Blackburn Rovers          |
| 1989 | Selhurst Park      | Crystal Palace          | Blackburn Rovers     | Watford, Swindon Town                    |
| 1990 | Wembley            | Swindon Town1           | Sunderland1          | Newcastle United, Blackburn Rovers       |
| 1991 | Wembley (Antiguo)  | Notts County            | Brighton & Hove      | Millwall, Middlesbrough                  |
| 1992 | Wembley (Antiguo)  | Blackburn Rovers        | Leicester City       | Derby County, Cambridge United           |
| 1993 | Wembley (Antiguo)  | Swindon Town            | Leicester City       | Portsmouth, Tranmere Rovers              |
| 1994 | Wembley (Antiguo)  | Leicester City          | Derby County         | Millwall, Tranmere Rovers                |
| 1995 | Wembley (Antiguo)  | Bolton Wanderers        | Reading              | Wolverhampton Wanderers, Tranmere Rovers |
| 1996 | Wembley (Antiguo)  | Leicester City          | Crystal Palace       | Stoke City, Charlton Athletic            |
| 1997 | Wembley (Antiguo)  | Crystal Palace          | Sheffield United     | Wolverhampton Wanderers, Ipswich Town    |
| 1998 | Wembley (Antiguo)  | Charlton Athletic       | Sunderland           | Ipswich Town, Sheffield United           |
| 1999 | Wembley (Antiguo)  | Watford                 | Bolton Wanderers     | Ipswich Town, Birmingham City            |
| 2000 | Wembley (Antiguo)  | Ipswich Town            | Barnsley             | Birmingham City, Bolton Wanderers        |
| 2001 | Millennium Stadium | Bolton Wanderers        | Preston North End    | Birmingham City, West Bromwich Albion    |
| 2002 | Millennium Stadium | Birmingham City         | Norwich City         | Wolverhampton Wanderers, Millwall        |
| 2003 | Millennium Stadium | Wolverhampton Wanderers | Sheffield United     | Reading, Nottingham Forest               |
| 2004 | Millennium Stadium | Crystal Palace          | West Ham United      | Sunderland, Ipswich Town                 |
| 2005 | Millennium Stadium | West Ham United         | Preston North End    | Ipswich Town, Derby County               |
| 2006 | Millennium Stadium | Watford                 | Leeds United         | Preston North End, Crystal Palace        |
| 2007 | Wembley            | Derby County            | West Bromwich Albion | Wolverhampton Wanderers, Southampton     |
| 2008 | Wembley            | Hull City               | Bristol City         | Crystal Palace, Watford                  |
| 2009 | Wembley            | Burnley                 | Sheffield United     | Reading, Preston North End               |
| 2010 | Wembley            | Blackpool               | Cardiff City         | Nottingham Forest, Leicester City        |
| 2011 | Wembley            | Swansea City            | Reading              | Cardiff City, Nottingham Forest          |
| 2012 | Wembley            | West Ham United         | Blackpool            | Birmingham City, Cardiff City            |
| 2013 | Wembley            | Crystal Palace          | Watford              | Brighton & Hove Albion, Leicester City   |
| 2014 | Wembley            | Queens Park Rangers     | Derby County         | Wigan Athletic, Brighton & Hove Albion   |
| 2015 | Wembley            | Norwich City            | Middlesbrough        | Brentford, Ipswich Town                  |
| 2016 | Wembley            | Hull City               | Sheffield Wednesday  | Brighton & Hove Albion, Derby County     |
| 2017 | Wembley            | Huddersfield            | Reading              | Sheffield Wednesday, Fulham              |
| 2018 | Wembley            | Fulham                  | Aston Villa          | West Brom, Middlesbrough                 |
| 2019 | Wembley            | Aston Villa             | Derby                | Leeds United, West Brom                  |
| 2020 | Wembley            | Fulham                  | Brentford            | Cardiff, Swansea                         |
| 2021 | Wembley            | Brentford               | Swansea              | Barnsley, Bournemouth                    |
| 2022 | Wembley            | Nottingham Forest       | Huddersfield Town    | Luton Town, Sheffield United             |
| 2023 | Wembley            | Luton Town              | Coventry City        | Sunderland, Middlesbrough                |
| 2024 | Wembley            | Southampton             | Leeds United         | West Bromwich Albion, Norwich City       |
| 2025 | Wembley            | Sunderland              | Sheffield United     | Coventry City, Bristol City              |

1: Debido a irregularidades financerias, el Swindon Town fue impedido de tomar su lugar en la división mayor, que en su lugar fue dado al siguiente finalista, el Sunderland.